# Просяник, Емельян Иванович
Емельян Иванович Просяник (1900—1990) — советский военнослужащий. Участник Великой Отечественной войны. Герой Советского Союза (1945). Гвардии красноармеец.

## Биография
Емельян Иванович Просяник родился 17 июля 1900 года в селе Хотень Сумского уезда Харьковской губернии Российской империи (ныне посёлок городского типа Сумского района Сумской области Украины) в семье рабочего. Украинец. Окончил три класса земской школы. Работал в единоличном крестьянском хозяйстве. С 1932 года трудился кузнецом на Хотенской машинно-тракторной станции. В 1941 году Е. И. Просяник в связи с предстоящей уборочной не был призван в армию, а в октябре 1941 года село было занято немецкими войсками. До сентября 1943 года Емельян Иванович находился на оккупированной территории.
В рядах Рабоче-крестьянской Красной Армии красноармеец Е. И. Просяник с 11 сентября 1943 года. В боях с немецкими войсками Емельян Иванович с 15 октября 1943 года на Воронежском фронте (с 20 октября 1943 года — 1-й Украинский фронт). Участвовал в Битве за Днепр и Киевской наступательной операции. В боях под Киевом 4 ноября 1943 года был ранен и эвакуирован в госпиталь. После выздоровления Емельяна Ивановича направили в 6-й гвардейский механизированный корпус 4-й танковой армии, находившийся в резерве Верховного Главнокомандования, где его зачислили стрелком в 1-й мотострелковый батальон 17-й гвардейской механизированной бригады.
Вновь на фронте гвардии красноармеец Е. И. Просяник с марта 1944 года. Участвовал в Проскуровско-Черновицкой операции. В середине месяца Емельян Иванович был ранен вторично и оказался на больничной койке. Почти месяц он провёл в медсанбате, после чего вернулся в свою часть. В июле-августе 1944 года он принимал участие в Львовско-Сандомирской операции и последующих боях на Сандомирском плацдарме. Особо отличился гвардии красноармеец Е. И. Просяник в ходе Сандомирско-Силезской фронтовой операции — составной части Висло-Одерской стратегической операции.
Перейдя в наступление с Сандомирского плацдарма 14 января 1945 года, войска 1-го Украинского фронта прорвали тактическую оборону немецких войск на всю глубину, устремились в прорыв. Гвардии красноармеец Просяник в период прорыва немецкой обороны находился в составе головной роты своего батальона. Бойцы роты захватили переправу через реку Чарна Нида и удержали её до подхода основных си бригады, отразив 8 яростных контратак противника. В бою Емельян Иванович лично уничтожил 12 немецких солдат и огневую точку неприятеля. В ходе дальнейшего наступления Е. И. Просяник в составе своего подразделения освобождал город Пётркув, форсировал реки Варта и Просна.
Разгромив противостоящие им части немецких войск, подразделения 6-го гвардейского механизированного корпуса в 20-х числах января 1945 года вышли к Одеру в районе населённого пункта Кёбен. 25 января 1945 года в составе штурмового отряда одним из первых форсировал водную преграду гвардии красноармеец Просяник. Во время переправы Емельян Иванович был ранен, но отказался вернуться на правый берег. Несмотря на ранение, гвардии красноармеец Просяник первым бросился в атаку на немецкие позиции и увлёк за собой боевых товарищей. Ворвавшись в немецкие траншеи в ожесточённой рукопашной схватке гвардейцы сломили сопротивление противника. В бою Емельян Иванович, действуя прикладом и гранатами, уничтожил вражеский пулемёт и истребил 12 солдат неприятеля. На захваченный штурмовой группой плацдарм переправились основные силы 1-го мотострелкового батальона. В его составе 26 января 1945 года гвардии красноармеец Е. И. Просяник участвовал в штурме населённого пункта Кёбен, где в уличных боях он уничтожил ещё шестерых вражеских солдат. Лишь после подхода основных сил бригады Емельян Иванович отправился в госпиталь. За образцовое выполнение боевых заданий командования на фронте борьбы с немецкими захватчиками и проявленные при этом отвагу и геройство указом Президиума Верховного Совета СССР от 10 апреля 1945 года гвардии красноармейцу Просянику Емельяну Ивановичу было присвоено звание Героя Советского Союза.
На заключительном этапе войны Емельян Иванович принимал участие в Берлинской операции, штурмовал Потсдам. Боевой путь он завершил на территории Чехословакии в ходе Пражской наступательной операции. 24 июня 1945 года в составе сводной колонны 1-го Украинского фронта Герой Советского Союза гвардии красноармеец Е. И. Просяник участвовал в Параде Победы на Красной площади в Москве.
В августе 1945 года Е. И. Просяник был демобилизован. Вернувшись в родное село, он работал в местном отделении Государственного банка СССР, затем в колхозе. 23 июля 1990 года Емельян Иванович скончался. Похоронен в посёлке городского типа Хотень Сумской области Украины.

## Награды
- Медаль «Золотая Звезда» (10.04.1945);
- орден Ленина (10.04.1945);
- орден Отечественной войны 1-й степени (11.03.1985);
- медали.

## Память
- Памятная стелла в честь Героя Советского Союза Е. И. Просяника установлена в посёлке Хотень, на фасаде Хотенской специализированной школы I—III ступени установлена мемориальная доска.

## Документы
- Общедоступный электронный банк документов «Подвиг Народа в Великой Отечественной войне 1941—1945 гг.» Дата обращения: 3 июня 2013. Архивировано из оригинала 13 марта 2012 года.

Представление к званию Героя Советского Союза. Дата обращения: 3 июня 2013. Архивировано 4 июня 2013 года.
46728095 Указ Президиума Верховного Совета СССР о присвоении звания Героя Советского Союза. Дата обращения: 3 июня 2013. Архивировано 4 июня 2013 года.